# Pallamano Trieste 1985-1986
Questa pagina raccoglie i dati riguardanti la Pallamano Trieste nelle competizioni ufficiali della stagione 1985-1986.

## Rosa
| N  | Naz                   | Ruolo    | Giocatore         |
| -- | --------------------- | -------- | ----------------- |
| 1  | Jugoslavia (bandiera) | Portiere | Zeljko Nims       |
| 12 | Italia (bandiera)     | Portiere | Paolo Marion      |
| 3  | Italia (bandiera)     | Terzino  | Piero Sivini      |
| 4  | Italia (bandiera)     | Pivot    | Giorgio Oveglia   |
| 5  | Italia (bandiera)     | Terzino  | Pischianz Roberto |
| 8  | Italia (bandiera)     | Pivot    | Claudio Schina    |
| 9  | Italia (bandiera)     | Ala      | Gianfranco Valli  |
| 10 | Italia (bandiera)     | Ala      | Kavrecic          |
| 11 | Italia (bandiera)     | Ala      | Gianni Guaitoli   |
| 13 | Italia (bandiera)     | Ala      | Furio Scropetta   |
| 14 | Italia (bandiera)     | Terzino  | Marco Bozzola     |
| 15 | Italia (bandiera)     | Terzino  | Massimo Agostini  |
| 20 | Italia (bandiera)     | Ala      | Michele Angelini  |

## Classifica
|  | Pos. | Squadra              | Pt | G  | V  | N | S  | GF  | GS  | D    | Note                                        |
|  | ---- | -------------------- | -- | -- | -- | - | -- | --- | --- | ---- | ------------------------------------------- |
|  | 1.   | Trieste              | 52 | 30 | 24 | 4 | 2  | 722 | 539 | +183 | Qualificato alla Coppa dei Campioni 1986-87 |
|  | 2.   | Scafati              | 50 | 30 | 22 | 6 | 2  | 887 | 706 | +181 |                                             |
|  | 3.   | Gaeta                | 44 | 30 | 20 | 4 | 6  | 772 | 661 | +111 | Qualificato alla IHF Cup 1986-87            |
|  | 4.   | Imola                | 42 | 30 | 18 | 6 | 6  | 792 | 703 | +89  |                                             |
|  | 5.   | Ortigia              | 41 | 30 | 18 | 5 | 7  | 706 | 613 | +93  |                                             |
|  | 6.   | Brixen               | 41 | 30 | 18 | 5 | 7  | 726 | 645 | +81  |                                             |
|  | 7.   | Rubiera              | 37 | 30 | 17 | 3 | 10 | 686 | 636 | +50  |                                             |
|  | 8.   | Rovereto             | 25 | 30 | 11 | 3 | 16 | 575 | 612 | -37  |                                             |
|  | 9.   | Atletica San Giorgio | 25 | 30 | 10 | 5 | 15 | 629 | 684 | -55  |                                             |
|  | 10.  | Bologna 1969         | 23 | 30 | 10 | 3 | 17 | 588 | 665 | -77  |                                             |
|  | 11.  | Pallamano Rimini     | 22 | 30 | 10 | 2 | 18 | 688 | 704 | -16  |                                             |
|  | 12.  | Conversano           | 22 | 30 | 11 | 0 | 19 | 691 | 741 | -50  |                                             |
|  | 13.  | Bozen                | 19 | 30 | 8  | 3 | 19 | 667 | 743 | -76  | Retrocesso in Serie A2 1986-87              |
|  | 14.  | Teramo               | 17 | 30 | 9  | 4 | 17 | 680 | 770 | -90  | Retrocesso in Serie A2 1986-87              |
|  | 15.  | Milland              | 8  | 30 | 3  | 2 | 25 | 615 | 801 | -276 | Retrocesso in Serie A2 1986-87              |
|  | 16.  | C.S. Esercito        | 7  | 30 | 2  | 3 | 25 | 569 | 770 | -201 | Retrocesso in Serie A2 1986-87              |